# M'Tarfa
M'Tarfa là một đô thị thuộc tỉnh Msila, Algérie. Dân số thời điểm năm 2002 là 7.621 người.